# Temporada do Bath Rugby Football Club de 2012–13
Na Temporada 2012/13 a equipe do Bath Rugby disputa a Aviva Premiership, a Amlin Challenge Cup e a Copa Anglo-Galesa.
Ver Temporada 2011/12 | Ver Temporada 2013–14

## Equipe atual (2012/2013)
| Nome                                    | Posição                | Nascimento              | Nacionalidade esportiva | Convocações (pontos marcados) | Clube anterior      | Chegada ao clube |
| Ross Batty                              | Hooker                 | 20 de setembro de 1986  | Inglaterra              | -                             | formado no clube    | 2006*            |
| Lee Mears                               | Hooker                 | 5 de março de 1979      | Inglaterra              | 42 (5)                        | formado no clube    | 1999*            |
| Brett Sharman                           | Hooker                 | 18 de janeiro de 1987   | África do Sul           | -                             | Northampton Saints  | 2012             |
| Rob Webber                              | Hooker                 | 1º de agosto de 1986    | Inglaterra              | 3 (0)                         | London Wasps        | 2012             |
| Charlie Beech                           | Pilar                  | 21 de julho de 1987     | Inglaterra              | -                             | London Wasps        | 2011             |
| Nathan Catt                             | Pilar                  | 6 de fevereiro de 1988  | Inglaterra              | -                             | formado no clube    | 2009*            |
| Eusebio Guiñazú                         | Pilar                  | 15 de janeiro de 1982   | Argentina               | 27 (5)                        | Toulouse            | 2012             |
| Paul James                              | Pilar                  | 13 de maio de 1982      | País de Gales           | 40 (0)                        | Ospreys             | 2012             |
| Kane Palma-Newport                      | Pilar                  | 26 de outubro de 1990   | Inglaterra              | -                             | formado no clube    | 2011*            |
| Anthony Perenise                        | Pilar                  | 18 de outubro de 1982   | Samoa                   | 14 (5)                        | Hawke's Bay Magpies | 2011             |
| David Wilson                            | Pilar                  | 9 de abril de 1985      | Inglaterra              | 22 (0)                        | Newcastle Falcons   | 2009             |
| David Attwood                           | Segunda Linha / Oitavo | 5 de abril de 1987      | Inglaterra              | 2 (0)                         | Gloucester RFC      | 2011             |
| Ryan Caldwell                           | Segunda Linha          | 1 de setembro de 1984   | Irlanda                 | 2 (0)                         | Ulster              | 2011             |
| Dominic Day                             | Segunda Linha          | 22 de agosto de 1985    | País de Gales           | -                             | Scarlets            | 2012             |
| Stuart Hooper                           | Segunda Linha          | 18 de novembro de 1981  | Inglaterra              | -                             | Leeds Carnegie      | 2008             |
| François Louw                           | Asa Cego               | 15 de junho de 1985     | África do Sul           | 17 (15)                       | Stormers            | 2011             |
| Carl Fearns                             | Asa Cego / Asa Aberto  | 28 de maio de 1989      | Inglaterra              | -                             | Sale Sharks         | 2011             |
| Josh Ovens                              | Asa Cego / Asa Aberto  | 11 de julho de 1989     | Inglaterra              | -                             | formado no clube    | 2008*            |
| Guy Mercer                              | Asa Aberto             | 12 de dezembro de 1989  | Inglaterra              | -                             | formado no clube    | 2010*            |
| Nick Köster                             | Asa / Oitavo           | 22 de fevereiro de 1989 | África do Sul           | -                             | Stormers            | 2012             |
| Ben Skirving                            | Oitavo / Asa Cego      | 9 de outubro de 1983    | Inglaterra              | 1 (0)                         | Saracens            | 2009             |
| Matt Gilbert                            | Oitavo                 | 9 de outubro de 1985    | Inglaterra              | -                             | Mogliano Rugby      | 2012             |
| Simon Taylor                            | Oitavo                 | 17 de agosto de 1979    | Escócia                 | 66 (30)                       | Stade Français      | 2010             |
| Chris Cook                              | Scrum-half             | 16 de abril de 1991     | Inglaterra              | -                             | formado no clube    | 2011*            |
| Mark McMillan                           | Scrum-half             | 17 de maio de 1983      | Escócia                 | -                             | Glasgow Warriors    | 2010             |
| Michael Claassens                       | Scrum-half             | 28 de outubro de 1982   | África do Sul           | 8 (0)                         | Cheetahs            | 2007             |
| Peter Stringer                          | Scrum-half             | 13 de dezembro de 1977  | Irlanda                 | 98 (30)                       | Munster             | 2013             |
| Sam Vesty                               | Abertura / Fullback    | 26 de novembro de 1981  | Inglaterra              | 2 (0)                         | Leicester Tigers    | 2010             |
| Stephen Donald                          | Abertura               | 3 de dezembro de 1983   | Nova Zelândia           | 23 (98)                       | Chiefs              | 2011             |
| Tom Heathcote                           | Abertura               | 11 de fevereiro de 1992 | Escócia                 | 1 (0)                         | formado no clube    | 2011*            |
| Luke Adamson                            | Centro                 | 17 de novembro de 1987  | Inglaterra              | -                             | Salford City Reds   | 2012             |
| Dan Hipkiss                             | Centro                 | 4 de junho de 1982      | Inglaterra              | 13 (0)                        | Leicester Tigers    | 2011             |
| Ben Williams                            | Centro                 | 28 de maio de 1989      | Inglaterra              | -                             | formado no clube    | 2009*            |
| Horacio Agulla                          | Centro / Ponta         | 22 de outubro de 1984   | Argentina               | 42 (20)                       | Leicester Tigers    | 2012             |
| Matt Banahan                            | Centro / Ponta         | 30 de dezembro de 1986  | Inglaterra              | 16 (20)                       | formado no clube    | 2007*            |
| Semesa Rokoduguni                       | Centro / Ponta         | 28 de agosto de 1987    | Fiji                    | -                             | Bath United         | 2012             |
| Tom Biggs                               | Ponta                  | 22 de agosto de 1984    | Inglaterra              | -                             | Newcastle Falcons   | 2010             |
| Kyle Eastmond                           | Ponta                  | 17 de julho de 1989     | Inglaterra              | -                             | St Helens RLFC      | 2011             |
| Olly Woodburn                           | Ponta                  | 18 de novembro de 1991  | Inglaterra              | -                             | formado no clube    | 2011*            |
| Nick Abendanon                          | Fullback               | 27 de agosto de 1986    | Inglaterra              | 2 (0)                         | formado no clube    | 2005*            |
| Jack Cuthbert                           | Fullback / Ponta       | 3 de setembro de 1987   | Escócia                 | 1 (0)                         | formado no clube    | 2007*            |
| Última atualização: 02 de abril de 2013 |                        |                         |                         |                               |                     |                  |

(*) Primeira partida como profissional após sair da Academia do Bath Rugby.

### Equipe de Base (Academy) 2012/13
- Will Tanner - Hooker
- Will Spencer - Segunda Linha
- Tom Baldwin - Terceira Linha/Asa
- Joe Buckle - Terceira Linha/Asa
- James Stephenson - Terceira Linha/Asa
- Will Skuse - Terceira Linha/Oitavo
- Will Clemesha - Scrum-half
- Paul Roberts - Fly-half
- Richard Lane - Centro
- Ben Mosses - Centro
- Olly Woodburn - Ponta
- Jamie-John Kilmartin - Fullback

## Transferências 2012/13

### Entrada de Jogadores
- Horacio Agulla (de  Leicester Tigers) [2]
- Dominic Day (de  Scarlets) [3]
- Matt Gilbert (de  Mogliano Rugby)
- Eusebio Guiñazú (de  Stade Toulousain)
- Paul James (de  Ospreys) [4]
- Nick Köster (de  Stormers) [5]
- Brett Sharman (de  Northampton Saints) [6]
- Peter Stringer (de  Munster) (empréstimo de curto prazo)
- Rob Webber (de  London Wasps) [7]

### Saída de Jogadores
- Duncan Bell - aposentou-se [8]
- David Flatman - aposentou-se [9]
- Olly Barkley (para  Racing Métro, substituição médica) [6]
- Matt Carraro (para  Montpellier Hérault RC) [10]
- Pieter Dixon - (para  Natal Sharks) [11]
- Mark Lilley (para  Bristol Rugby) [12]
- Billy Moss (para  London Welsh)
- Nick Scott (para  London Welsh)
- Warren Fury - liberado

### Saída de Jogadores no meio da temporada passada
- Andy Beattie - aposentou-se [13]
- Scott Hobson - aposentou-se
- Lewis Moody - aposentou-se [14]
- Chris Biller (para  Northampton Saints)

## Decorrer da temporada

### Calendário 2012/13
| Data da partida   | Time da Casa       | Visitante             | Placar (bônus) | Local da partida     | Campeonato                           | Classificação |
| 11 agosto 2012    | Bath Rugby         | London Welsh          | 40 - 31        | Recreation Ground    | Amistoso                             | -             |
| 18 agosto 2012    | Ospreys            | Bath Rugby            | 10 - 21        | Liberty Stadium      | Amistoso                             | -             |
| 24 agosto 2012    | Bath Rugby         | Cardiff Blues         | 26 - 8         | Recreation Ground    | Amistoso                             | -             |
| 1º setembro 2012  | Worcester Warriors | Bath Rugby            | 23 - 24        | Sixways Stadium      | 1ª rodada da Aviva Premiership       | 6º (4 pts)    |
| 08 setembro 2012  | Bath Rugby         | London Wasps          | 30 - 23        | Recreation Ground    | 2ª rodada da Aviva Premiership       | 5º (8 pts)    |
| 14 setembro 2012  | Bath Rugby         | Northampton Saints    | (BD) 14 - 18   | Recreation Ground    | 3ª rodada da Aviva Premiership       | 5º (9 pts)    |
| 22 setembro 2012  | London Irish       | Bath Rugby            | 29 - 22 (BD)   | Madejski Stadium     | 4ª rodada da Aviva Premiership       | 7º (10 pts)   |
| 29 setembro 2012  | Bath Rugby         | Sale Sharks           | 31 - 10        | Recreation Ground    | 5ª rodada da Aviva Premiership       | 6º (14 pts)   |
| 06 outubro 2012   | Gloucester Rugby   | Bath Rugby            | 16 - 10 (BD)   | Kingsholm Stadium    | 6ª rodada da Aviva Premiership       | 7º (15 pts)   |
| 13 outubro 2012   | Bucharest Wolves   | Bath Rugby            | 17 - 40 (BT)   | Arcul de Triumf      | 1ª rodada da Amlin Challenge Cup     | 1º (5 pts)    |
| 18 outubro 2012   | SU Agen            | Bath Rugby            | 22 - 27 (BT)   | Stade Armandie       | 2ª rodada da Amlin Challenge Cup     | 1º (10 pts)   |
| 27 outubro 2012   | Bath Rugby         | Exeter Chiefs         | 23 - 15        | Recreation Ground    | 7ª rodada da Aviva Premiership       | 6º (19 pts)   |
| 04 novembro 2012  | London Welsh       | Bath Rugby            | 16 - 9 (BD)    | Kassam Stadium       | 8ª rodada da Aviva Premiership       | 7º (20 pts)   |
| 10 novembro 2012  | Bath Rugby         | Newport Gwent Dragons | 36 - 15        | Recreation Ground    | 1ª rodada da Copa Anglo-Galesa       | 1º (4 pts)    |
| 16 novembro 2012  | Harlequins         | Bath Rugby            | 21 - 12        | Twickenham Stoop     | 2ª rodada da Copa Anglo-Galesa       | 2º (4 pts)    |
| 23 novembro 2012  | Bath Rugby         | Harlequins            | 21 - 18        | Recreation Ground    | 9ª rodada da Aviva Premiership       | 7º (24 pts)   |
| 1º dezembro 2012  | Leicester Tigers   | Bath Rugby            | 17 - 12 (BD)   | Welford Road         | 10ª rodada da Aviva Premiership      | 7º (25 pts)   |
| 08 dezembro 2012  | Bath Rugby         | Rugby Calvisano       | (BT) 67 - 11   | Recreation Ground    | 3ª rodada da Amlin Challenge Cup     | 1º (15 pts)   |
| 15 dezembro 2012  | Rugby Calvisano    | Bath Rugby            | 5 - 39 (BT)    | Peroni Stadium       | 4ª rodada da Amlin Challenge Cup     | 1º (20 pts)   |
| 22 dezembro 2012  | Bath Rugby         | Saracens              | 0 - 22         | Recreation Ground    | 11ª rodada da Aviva Premiership      | 8º (25 pts)   |
| 29 dezembro 2012  | Exeter Chiefs      | Bath Rugby            | 12 - 12        | Sandy Park           | 12ª rodada da Aviva Premiership      | 8º (27 pts)   |
| 06 janeiro 2013   | London Wasps       | Bath Rugby            | 29 - 15        | Adams Park           | 13ª rodada da Aviva Premiership      | 8º (27 pts)   |
| 12 janeiro 2013   | Bath Rugby         | SU Agen               | 19 - 16        | Recreation Ground    | 5ª rodada da Amlin Challenge Cup     | 1º (24 pts)   |
| 19 janeiro 2012   | Bath Rugby         | Bucharest Wolves      | (BT) 53 - 8    | Recreation Ground    | 6ª rodada da Amlin Challenge Cup     | 1º (29 pts)   |
| 26 janeiro 2013   | Bath Rugby         | Exeter Chiefs         | 16 - 6         | Recreation Ground    | 3ª rodada da Copa Anglo-Galesa       | 2º (8 pts)    |
| 02 fevereiro 2013 | Gloucester Rugby   | Bath Rugby            | 5 - 32 (BT)    | Kingsholm Stadium    | 4ª rodada da Copa Anglo-Galesa       | 1º (13 pts)   |
| 09 fevereiro 2013 | Bath Rugby         | Worcester Warriors    | (BT) 32 - 9    | Recreation Ground    | 14ª rodada da Aviva Premiership      | 8º (32 pts)   |
| 16 fevereiro 2013 | Bath Rugby         | London Irish          | (BT) 40 - 16   | Recreation Ground    | 15ª rodada da Aviva Premiership      | 7º (37 pts)   |
| 23 fevereiro 2013 | Northampton Saints | Bath Rugby            | 25 - 23 (BD)   | Franklin's Gardens   | 16ª rodada da Aviva Premiership      | 7º (38 pts)   |
| 01 março 2013     | Bath Rugby         | Gloucester Rugby      | 31 - 25        | Recreation Ground    | 17ª rodada da Aviva Premiership      | 7º (42 pts)   |
| 09 março 2013     | Harlequins         | Bath Rugby            | 31 - 23        | Twickenham Stoop     | Semifinal da Copa Anglo-Galesa       | Eliminado     |
| 22 março 2013     | Sale Sharks        | Bath Rugby            | 14 - 13 (BD)   | Salford City Stadium | 18ª rodada da Aviva Premiership      | 7º (43 pts)   |
| 30 março 2013     | Bath Rugby         | London Welsh          | (BT) 40 - 25   | Recreation Ground    | 19ª rodada da Aviva Premiership      | 6º (48 pts)   |
| 6 abril 2013      | Bath Rugby         | Stade Français        | 20 - 36        | Recreation Ground    | Quartas-de-final Amlin Challenge Cup | Eliminado     |
| 13 abril 2013     | Harlequins         | Bath Rugby            | 23 - 9         | Twickenham Stoop     | 20ª rodada da Aviva Premiership      | 7º (48 pts)   |
| 20 abril 2013     | Bath Rugby         | Leicester Tigers      | (BT) 27 - 26   | Recreation Ground    | 21ª rodada da Aviva Premiership      | 7º (53 pts)   |
| 04 maio 2013      | Saracens           | Bath Rugby            | 23 - 14        | Allianz Park         | 22ª rodada da Aviva Premiership      | 7º (53 pts)   |

| Cor | Situação do clube naquele momento (competição a que se refere)                                 |
|     | Classificado para a próxima fase da competição (para todas as competições)                     |
|     | Classificado para a próxima H Cup e desclassificado da competição (apenas Premiership)         |
|     | Classificado para a próxima Challenge Cup e desclassificado da competição (apenas Premiership) |
|     | Desclassificado / Eliminado da competição (para todas as competições)                          |